# Eerste Macedonische Oorlog
De Eerste Macedonische Oorlog (215/214 - 205 v.Chr.) was een tienjarige oorlog tussen Rome, in alliantie (na 211 v.Chr.) met de Aetolische Bond en Attalus I van Pergamon, tegen Philippos V van Macedonië, gelijktijdig met de Tweede Punische Oorlog tegen Carthago. Daarom probeerde de Romeinse Republiek haar betrokkenheid tot een minimum te beperken, hetgeen lukte. Er waren geen beslissende slagen, waarna de oorlog eindigde in een patstelling.
Tijdens deze oorlog trachtte Macedonië de controle te verkrijgen over Illyria en Griekenland, maar zonder succes. In het algemeen wordt aangenomen dat deze schermutselingen in het oosten Macedonië ervan hebben weerhouden om de Carthaagse generaal Hannibal Barkas te helpen in diens strijd tegen Rome.
De Vrede van Phoenike in 205 v.Chr. maakte formeel een einde aan de oorlog, maar de welvaart van Griekenland was toen al te gronde gericht.

## Verloop van het conflict

### Demetrios stuurt aan op een oorlog
Omdat de Romeinen in oorlog waren met de Carthagers, zag Philippos V van Macedonië zijn kans schoon om zijn macht uit te breiden. Volgens Polybios was een belangrijke factor in Philippos' beslissing de invloed van Demetrios van Pharos. Deze Demetrios was na de eerste Illyrische oorlog in 229 v.Chr. heerser geweest van het grootste deel van de kust van Illyria. Maar in 219 v.Chr., tijdens de tweede Illyrische oorlog, was hij door de Romeinen verslagen en hij vluchtte naar het hof van Phillipos.
Philippos was in oorlog met de Aetolische Bond, toen hij van een boodschapper over de Romeinse nederlaag in de Slag bij het Trasimeense Meer vernam. Hij zou de brief eerst enkel aan Demetrios hebben getoond, die hem aanried vrede te sluiten met de Aetoliërs en zijn legers te laten oprukken naar Illyrië en Italië. De jonge Philippos was hier makkelijk toe te overhalen.

### Philippos sluit vrede met Aetolië

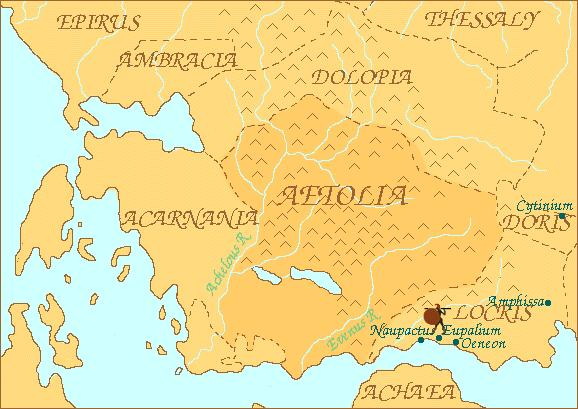
Aetolië en haar omgeving.

Philippos begon onmiddellijk onderhandelingen met de Aetoliërs. Tijdens een conferentie op de kust nabij Naupactus, ontmoette Philippos de Aetolische leiders en er werd een vredesverdrag gesloten. Polybios vermeldt de toespraak van de Aetoliër Agelaus van Naupactus die zich uitsprak voor de vrede.

### Philippos bouwt een vloot
Om een aanval tot een succes te maken, had Philippos behoefte aan een vloot. In de winter van 217 - 216 v.Chr. liet hij dan ook terstond een vloot van 100 oorlogsschepen bouwen, wat volgens Polybios iets was dat "nauwelijks enige ander Macedonisch koning ooit tevoren had gedaan", en mannen trainen als roeiers.
Het ontbrak Macedonië waarschijnlijk aan grondstoffen om een vloot die aan die van Rome kon tippen te bouwen en te onderhouden, maar Polybios zegt dat Philippos geen "hoop op ter zee bevechten van de Romeinen" had, mogelijk wijzend op een gebrek aan ervaring en training.
In ieder geval koos Philippos ervoor lembi te bouwen, smalle snelle door de Illyriërs gebruikte galeien. Ze hadden een enkele rij riemen en konden 50 soldaten vervoeren. Met deze kon Philippos hopen de Romeinse vloot, die hopelijk in beslag zouden zijn genomen door de oorlog met Hannibal en zou zijn gelegen te Lilybaeum in West-Sicilië, te vermijden of ontwijken.
Philippos had intussen zijn gebied naar het westen uitgebreid langsheen de valleien van de Apsus en Genusus, tot aan de grens met Illyrië. Philippos' plan lijkt te zijn geweest om eerst de Illyrische kust in te nemen, vervolgens het gebied tussen de kusten en Macedonië te veroveren en deze te gebruiken om een snelle route voor versterkingen over de nauwe zee-engtes naar Italië.
In het begin van de zomer voer Philippos met zijn vloot uit, zeilde door de Straat van Euripus, tussen Euboea en Boeotië, en rondde kaap Malea, alvorens het anker uit te werken voor Kefalonia en Leukas, om te wachten op informatie over de ligging van de Romeinse vloot. Toen ze vernamen dat deze nog steeds in Lilybaeum was gelegen, zeilde hij noordwaarts naar Apollonia in Illyrië.
Toen de vloot nabij Sazan was, kwam Philippos het bericht ter ore dat de Romeinen quinquiremes naar Apollonia hadden gestuurd. In de overtuiging dat het om de gehele Romeinse vloot ging, beval Philippos de terugtrekking naar Kefalonia. Polybios spreekt van "paniek" en "verwarring" om de gehaaste terugtocht van de vloot te beschrijven, en zegt dat de Romeinen slechts een squadron van tien schepen hadden gestuurd, en dat omwille van dit "onachtzaam alarm", Philippos zijn beste kansen had gemist om zijn doel in Illyrië te bereiken, naar Macedonië terugkeert, "zonder inderdaad een verlies, maar met aanzienlijke oneer".

### Philippos wordt bondgenoot van Carthago
Toen Philippos hoorde van de verpletterende Romeinse nederlaag in de Slag bij Cannae, stuurde hij onmiddellijk gezanten naar Hannibal zijn kamp in Italië om te onderhandelen over een alliantie. Daar sloten ze in de zomer van 215 v.Chr. een verdrag, waarvan de inhoud door Polybios wordt gegeven. Daarin beloofden ze in algemene termen, elkaar te steunen en te verdedigen en elkaars vijanden als hun eigen vijanden te beschouwen (met uitzondering van toenmalige bondgenoten). Meer in het bijzonder werd overeengekomen dat ze elkaar zouden steunen in hun strijd tegen de Romeinen en dat indien er vrede zou komen, Hannibal het recht had om vrede te sluiten, maar dat bij elke vrede Philippos zou worden betrokken en Rome moest worden gedwongen Corcyra, Apollonia, Epidamnos, Pharos, Dimale, Parthini en Atitania op te geven en "om aan Demetrios van Pharos al die van zijn vrienden nu in het machtsbereik van Rome terug te geven.".
Het verdrag zoals het door Polybios wordt uiteengezet, maakt geen melding van een invasie van Italië door Philippos, omdat het debacle bij Sazan Philippos mogelijk nog te vers in het geheugen lag — iets wat Hannibal in geen enkel geval zou hebben gewenst. In Rome kwam men dit te weten doordat sommige gevangengenomen waren door de vloot en stuurde onmiddellijk nog 25 extra schepen om de kusten te bewaken.
Op hun terugreis naar Macedonië werden Philippos' gezanten samen met gezanten van Hannibal gevangengenomen door Publius Valerius Flaccus, de aanvoerder van de Romeinse vloot die de Zuid-Apulische kust bewaakte. Een brief van Hannibal aan Philippos en de voorwaarden van hun overeenkomst werden aldus ontdekt.
Philippos' alliantie met Carthago veroorzaakte onmiddellijk ontzetting in Rome, daar ze reeds in tijdsnood waren. Vijfentwintig extra oorlogsschepen werden onmiddellijk uitgerust en uitgestuurd om Flaccus' vloot van vijfentwintig oorlogsschepen die reeds bij Tarentum lagen met opdracht de Adriatische kust van Italië te bewaken, te versterken, en om trachten te bepalen wat Philippos' bedoeling was en indien nodig over te steken naar Macedonië om Philippos daar te houden.

### Oorlog in Illyrië
In de late zomer van 214 v.Chr. viel Philippos met een vloot van 120 lembi de Adriatische kust aan. Na het veroveren van een klein stadje, Oricum, dat amper was verdedigd, zeilde hij de Aulos op naar Apollonia dat hij belegerde.
Ondertussen hadden de Romeinen al versterkingen gestuurd en de bevelhebber, de propraetor Marcus Valerius Laevinus, stuurde onmiddellijk 2000 man om de stad te beschermen. Die 2000 man deden een uitval en joegen de soldaten op de vlucht. Philippos vluchtte terug naar Macedonië, over de bergen. Het jaar daarop zou hij alweer terug zijn.

### De Romeinen zoeken bondgenoten in Griekenland
In de jaren 213 – 212 v.Chr. maakte Philippos langzaam maar zeker vorderingen in het binnenland, de ene na de andere stad veroverend. Uiteindelijk veroverde hij de Adriatische kust door het veroveren van Lissus. Omdat de Romeinen wanhopig werden na al die veroveringen, terwijl de Carthagers ondertussen nog altijd in Italië waren, zochten ze allianties met de Grieken. Ze slaagden er uiteindelijk in om een alliantie aan te gaan met Aetolia, die eerder met de Macedoniërs samenwerkten maar nu van gedachte veranderd waren.

### Campagnes in Griekenland
Door deze alliantie werd Philippos ingesloten. Vanuit het zuiden vielen de Aetoliërs aan en de Romeinen vanuit het noorden. Hun opmars was zo succesvol dat verscheidene steden zich bij hen aansloten. Philippos vocht dapper en slaagde erin om nog steden terug te veroveren. In 209 v.Chr. vroegen de bondgenoten van Philippos op de Peloponnesos hulp, omdat ze werden aangevallen door Sparta. Hij slaagde erin om zijn vijanden 2 nederlagen toe te brengen.

### Een poging tot vrede faalt
In Phalara waren ondertussen vertegenwoordigers van neutrale staten aangekomen, Egypte, Rodos, Athene en Chios, die de oorlog ten einde wilden brengen omdat hij schadelijk was voor de handel. Tevergeefs, want Philippos niet wilde weten van concessies aan de Romeinen. In 201 v. Chr. viel Philippos Chios aan.

### De vijandigheden worden hervat
Vanuit Naupactus zeilde Sulpicius oostwaarts naar Korinthe en Sicyon, waarbij hij overvallen uitvoerde. Philippos wist met zijn cavalerie de Romeinen aan land te treffen en hen terug te drijven naar hun schepen, waarop deze terugkeerden naar Naupactus.

### De oorlog wordt beëindigd
Na deze conferentie werd Philippos nog meer in het nauw gedreven, tot de Aetoliërs in 206 v.Chr. uiteindelijk een afzonderlijke vrede sloten met Philippos. De volgende lente kwamen de Romeinen met 11.000 man aan land in Illyrië. De bevelhebber, Sempronius, probeerde zonder succes om de Aetoliërs hun vrede met Philippos te laten verbreken. Het doel, namelijk verhinderen dat Philippos de Carthagers te hulp kwam, was eigenlijk toch al bereikt, dus sloten de Romeinen in 205 v.Chr. vrede.

## Antieke bronnen
- Polybios, Historiae V 101-110.
- Livius, Ab Urbe Condita XXIII 33-34, XXIV 40.